# グワンダ
グワンダ（英: Gwanda）はジンバブエの都市である。南マタベレランド州の州都である。

## 交通

### 道路
- 国道A6号線 (ジンバブエ)（英語版） トランス・アフリカ・ハイウェイの一部でもある。

### 鉄道
- Beitbridge Bulawayo Railway

## 出身者
- ルピヤ・バンダ (政治家)